# Ulterior Motives
"Ulterior Motives" é uma canção pop de Christopher Saint Booth e Philip Adrian Booth, gravada por volta de 1985. Ganhou popularidade na internet após um trecho de dezessete segundos, na época não identificado, ter sido publicado online em 2021. Inicialmente, os usuários se referiram a ela como "Everyone Knows That" (comumente abreviada como EKT) ou "Ulterior Motives", ambos títulos referindo-se às letras do trecho.
O trecho da canção foi publicado no website de identificação de músicas WatZatSong em 2021, pelo usuário espanhol carl92. O usuário afirmou ter descoberto a gravação entre arquivos de um backup de DVD antigo e especulou que era uma sobra de quando ele estava aprendendo a gravar áudio. Desde que o trecho foi publicado em 2021, os usuários buscaram pela canção completa e informações acerca de sua origem e artista. Em fevereiro de 2024, The Guardian considerou-a "um dos maiores e mais duradouros mistérios musicais da internet".
Em 28 de abril de 2024, o usuário do Reddit u/south_pole_ball identificou a canção, incluindo seu título e seus criadores. A fonte da canção foi descoberta no obscuro filme pornográfico Angels of Passion, lançado em 1986. Apesar da fita mestre completa da canção não ter sido localizada, os irmãos Booth anunciaram que regravariam a canção. Eventualmente, em 22 de junho de 2024, os irmãos Booth, sob o nome Who's Who, pelo qual os se apresentaram durante vários momentos da década de 1980, lançaram o álbum Ulterior Motives – The Lost Album, que contém a regravação de "Ulterior Motives" e mais doze faixas originalmente trabalhadas pelo duo na mesma época.

## Antecedentes e composição
"Ulterior Motives" foi gravada por Christopher Saint Booth e Philip Adrian Booth por volta de 1986; eles eram membros da banda Sweeney Todd. Uma vez que eles estavam "fazendo qualquer coisa para conseguir dinheiro", eles trabalharam como assistentes de produção em filmes. Um de seus amigos, que fazia filmes pornográficos, precisava de músicas para um de seus trabalhos e, de acordo com Christopher, "eles nos deram uma boa quantia de dinheiro só por dar algumas canções para utilizarem nas cenas". Assim, "Ulterior Motives", que foi originalmente criada e gravada como uma canção pop, foi utilizada na trilha sonora do filme pornográfico Angels of Passion (1986). Christopher disse que as letras da canções foram inspirada por uma "garota que traiu": "Ela falava uma coisa e você descobriu que ela fazia outra". A canção foi descrita como sendo dos gêneros new wave e synth-pop.

## Pesquisaonline
Em 7 de outubro de 2021, o usuário carl92 publicou um trecho de dezessete segundos na canção no WatZatSong para pedir ajuda na sua identificação. Ele marcou-o como "Mid 80s, Bad quality. (Everyone Knows That)" e afirmou que ele "redescobriu esse trecho no meio de múltiplos arquivos muito antigos em um backup de DVD. Provavelmente eu simplesmente estava aprendendo como capturar áudio e isso foi um vestígio". Embora a canção fosse inicialmente desconhecida quando o trecho foi publicado, foi teorizado que ela havia sido gravada durante dos anos 1980 devido suas similaridades à música popular daquele período. Foi alegado que a bateria eletrônica LinnDrum e o sintetizador Yamaha DX7 foram utilizados ao longo da canção, teorizando-se, portanto, que a data de lançamento fosse posterior a 1983. Alguns usuários criaram reconstruções do trecho original para ter uma ideia de como a canção completa poderia ser, e alguns teorizaram que a música era uma farsa "plantada por um troll". Desde então, tornou-se a "submissão mais famosa e duradoura" do WatZatSong, recebendo a maior quantidade de comentários desde o lançamento do website em 2006.
A canção popularidade online entre o final de 2022 e 2023, com a criação de uma categoria (subrredit) no Reddit em junho de 2023, dedicada exclusivamente a encontrar a canção e o artista. Em 7 de janeiro de 2024, dois membros do subrredit foram entrevistados pela rede francesa de televisão TF1.
A busca pela canção foi inicialmente lenta para ganhar atenção, mas conquistou seguidores dedicados ao longo do tempo. Teorias para possíveis fontes incluíram: uma transmissão da MTV dos anos 1990, uma música de produção ou um jingle comercial; artistas teorizados incluíam Roxette, Savage Garden e Jason Paige. Em agosto de 2023, os seguidores encontraram uma canção registrada sob o título "Ulterior Motives" no banco de dados musicais canadense SOCAN, sob os nomes de "Booth Christopher David" e "Booth Philip".

### Descoberta
Em 28 de abril de 2024, o usuário do Reddit u/south_pole_ball identificou a canção, compartilhando seu título oficial e artistas. A fonte da canção foi descoberta no filme pornográfico Angels of Passion (1986). Os usuários descobriram que os irmãos Booth possuíam um registro em bando de dados de copyright para uma canção intitulada "Ulterior Motives". A partir daí, descobriram que Christopher Booth era um prolífico compositor de canções presentes em filmes pornográficos, e assistiram seu repertório de filmes até encontrarem o filme com a canção.
Em 29 de abril de 2024, Christopher Booth, se manifestou publicamente através de uma postagem no Instagram sobre a descoberta da fonte da canção e dos artistas. Mais tarde, ele publicou um vídeo apresentando as letras originais da canção em seu estúdio de gravação, revelando que a letra original é "everyone knows it" ao invés de "everyone knows that". Em 1° de maio de 2024, em uma entrevista à Rolling Stone, Christopher Booth revelou planos de lançar a canção oficialmente, acompanhada de um novo álbum com canções similares a "Ulterior Motives"; ele afirmou ter encontrado a "faixa rítmica" original da canção mas não a faixa vocal, que será regravada caso ele não encontre-a.

## Equipe
- Christopher Saint Booth – vocais, LinnDrum[9]
- Philip Adrian Booth – sintetizadores, LinnDrum[9]